# Зоряний атлас чеських королів

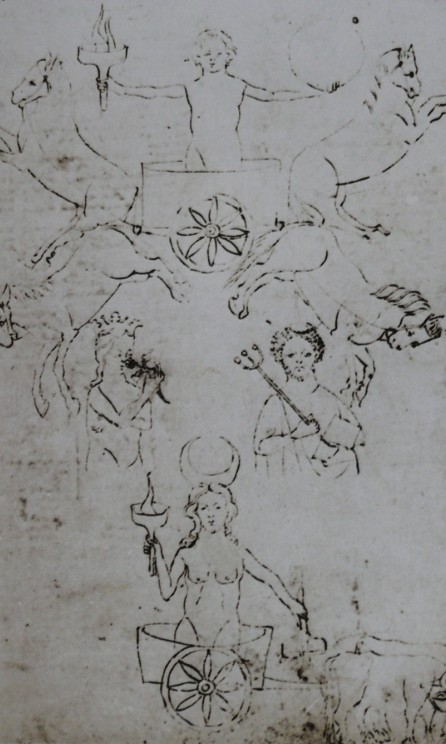
Геліос, Венера, Меркурій і Селена

Зоряний атлас чеських королів (чеськ. Hvězdný atlas českých králů) — середньовічний астрономічний збірник, який належав чеському королівському двору. Створення рукопису розпочалося під час правління  Вацлава II і було завершено в 1334 році. Текст супроводжується малюнками, виконаними пером і створенних, мабуть, по старіших Сицилійсько-арабських оригіналах. Рукопис послужив основою для двох інших астрономічних збірок  Вацлава IV (Cod. 2378 і 2352 у Відні).
Під час  Гуситських воєн частина астрологічних рукописів чеських монархів і зоряний атлас придбав Микола Кузанський. В даний час збірка зберігається в бібліотеці лікарні в Бернкастелі (Cod. Cus 207).